# Inosperma maculatum
A Inosperma maculatum, anteriormente conhecida como Inocybe maculata, é uma espécie de fungo da família  Inocybaceae. Descrita pela primeira vez por Jean Louis Émile Boudier em 1885, a I. maculatum é encontrada em toda a Europa, Ásia e América do Norte. É um cogumelo marrom de tamanho médio, com um píleo fibroso marrom com restos brancos de um véu universal no meio. O estipe é de cor creme ou marrom. A espécie é ectomicorrízica e cresce na base de várias árvores, favorecendo a faia. A Inosperma maculatum é considerada venenosa por conter muscarina. Os possíveis sintomas após o consumo dos cogumelos são salivação, lacrimejamento, micção, defecação, problemas gastrointestinais e vômito, com possibilidade de morte por insuficiência respiratória.

## Taxonomia e filogenia
|  | I. maculatum f. fulvum |
|  |                        |
|  | I. maculatum           |
|  |                        |

|  | I. cookei     |
|  |               |
|  | I. quietiodor |
|  |               |

|  | I. rhodiolum  |
|  |               |
|  | I. adaequatum |
|  |               |
|  | I. erubescens |
|  |               |

|  | I. maculatum f. fulvum |
|  |                        |
|  | I. maculatum           |
|  |                        |

|  | I. cookei     |
|  |               |
|  | I. quietiodor |
|  |               |

|  | I. rhodiolum  |
|  |               |
|  | I. adaequatum |
|  |               |
|  | I. erubescens |
|  |               |

|  | I. maculatum f. fulvum |
|  |                        |
|  | I. maculatum           |
|  |                        |

|  | I. cookei     |
|  |               |
|  | I. quietiodor |
|  |               |

|  | I. rhodiolum  |
|  |               |
|  | I. adaequatum |
|  |               |
|  | I. erubescens |
|  |               |

|  | I. maculatum f. fulvum |
|  |                        |
|  | I. maculatum           |
|  |                        |

|  | I. cookei     |
|  |               |
|  | I. quietiodor |
|  |               |

|  | I. rhodiolum  |
|  |               |
|  | I. adaequatum |
|  |               |
|  | I. erubescens |
|  |               |

A espécie recebeu seu epíteto específico maculata (do latim para "manchada"), por Jean Louis Émile Boudier em 1885 em um artigo no Bulletin de la Société Botanique de France. Dentro do gênero Inocybe, ela foi colocada no subgênero Inosperma e na seção Rimosae. No entanto, a análise filogenética mostrou que a seção Rimosae, como definida anteriormente, não forma um grupo monofilético e as espécies da antiga Rimosae foram agrupadas em dois clados, Maculata e Rimosae. Outras espécies que se juntaram a I. maculata no clado Maculata incluem I. cookei, I. quietiodor, I. rhodiola, I. adaequata e I. erubescens. Um estudo filogenético multigênico de 2019 realizado por Matheny e colegas descobriu que a I. maculata e suas parentes no subgênero Inosperma eram relacionados apenas distantemente dos outros membros do gênero Inocybe. Inosperma foi elevado à categoria de gênero e a espécie tornou-se Inosperma maculatum.
Houve algum debate sobre seu status como uma única espécie; devido à ampla variação geográfica e morfológica da espécie, alguns autores propuseram várias espécies e variedades. Em resposta, o micologista Thom Kuyper listou mais de trinta nomes e variedades específicas como sinônimos de Inocybe lacera, que ainda é reconhecido. Também foi sugerido que Inocybe lanatodisca é um sinônimo, mas onde as espécies ocorrem juntas, elas podem ser distinguidas uma da outra e, portanto, ainda são reconhecidas como distintas. A forma I. maculata f. fulva foi nomeada e descrita em 1991 por Marcel Bon na França.

## Descrição
O píleo é cônico ou em forma de sino com até 8 cm de diâmetro. À medida que os cogumelos envelhecem, o píleo se torna mais plano e um umbo largo se torna proeminente. O centro do píleo tem restos brancos do véu universal, especialmente nos cogumelos mais novos. O píleo é coberto por fibras que se estendem do centro do píleo até a margem (que geralmente é dividida). O píleo é tipicamente marrom castanho, embora seja mais pálido em direção à margem. Sabe-se que a cor do píleo e a presença de vestígios do véu são muito variáveis. Na aparência, a Inosperma maculatum f. fulvum tem uma cor de píleo mais clara (geralmente mais amarela a marrom-avermelhada) e menos (ou até mesmo nenhum) vestígio do véu no píleo. A fixação das lamelas é adnata, o que significa que as lamelas estão presas ao estipe em toda a sua profundidade. As lamelas são aglomeradas, com bordas brancas e finamente dentadas. Os cogumelos mais novos têm lamelas branco-acinzentadas que acabam amadurecendo para uma cor marrom-oliva. O estipe tem até 8 cm de comprimento e geralmente tem formato cilíndrico, embora muitas vezes seja mais grosso na base. Embora o estipe seja inicialmente sólido, mais tarde ele se torna oco. Muitas vezes há um pequeno bulbo na base do estipe. O estipe tem coloração creme, tornando-se gradualmente mais marrom com a idade; a base as vezes é branca e pulverulenta. A carne é branca.

### Características microscópicas
A Inosperma maculatum tem queilocistídios de paredes finas, que são clavados (em forma de taco), sem incrustação no ápice, e são incolores. Os basídios também são clavados e podem ter dois, três ou quatro esporos, e medem de 15 a 30 μm por 5 a 9 μm. Os esterigmas (estruturas na extremidade dos basídios que seguram os esporos) têm de 4 a 5 μm de comprimento. Não há pleurocistídios. A espécie produz uma esporada marrom-esfumaçada. Os esporos em si são lisos e em forma de feijão; eles têm uma coloração marrom-amarelada a marrom-ferrugem, e medem de 9 a 11 μm por 4,5 a 5,5 μm. As hifas podem ter fíbulas, mas também podem não tê-las.

### Espécies semelhantes
A Inosperma maculatum é semelhante à  Inocybe lacera, mas pode ser diferenciada pela coloração mais escura do píleo e pelos restos brancos do véu no centro do píleo. A espécie também é semelhante em aparência à Inocybe lanatodisca, mas pode ser facilmente distinguida pelo odor (I. lanatodisca tem um odor característico doce de milho verde) e pela cor do píleo (I. lanatodisca tem um píleo amarelo-amarronzado). Ela está intimamente relacionada à Inocybe fastigiata, mas pode ser novamente distinguida pela cor; I. fastigiata tem fibrilas de cor mais clara.

## Habitat e distribuição
A Inosperma maculatum é uma espécie ectomicorrízica com uma ampla variedade ecológica. É encontrada em todos os biomas, desde florestas decíduas baixas até áreas ártico-alpinas. Geralmente cresce no solo em florestas decíduas ou mistas, favorecendo a faia. Cresce melhor em solo calcário, entre a folhagem. Na América do Norte, prefere solo arenoso, argila ou musgo. Também pode ser encontrada em margens de trilhas. Além da faia, a espécie foi registrada crescendo em associação com o carpino, Corylus, o carvalho e a tília. A Inocybe maculata f. fulva favorece a bétula, o espruce, o pinheiro, o Populus e o salgueiro (bem como o Dryas e o Polygonum em regiões alpinas). Os cogumelos crescem individualmente ou em grupos dispersos. Embora muito difundida nas áreas em que é encontrada, não é uma espécie comum. É encontrada da Europa Ocidental ao leste da Ásia; e na América do Norte, de onde foi coletada pela primeira vez na década de 1960. A Inocybe maculata f. fulva foi identificada pela primeira vez na França e, desde então, foi encontrada em outros lugares da Europa.

## Comestibilidade
O cogumelo tem um sabor suave e um cheiro forte, pungente e frutado. É venenoso, contendo compostos de muscarina. O consumo do cogumelo pode levar a uma série de efeitos fisiológicos, incluindo: salivação, lacrimejamento, micção, defecação, problemas gastrointestinais e vômito; esse conjunto de sintomas também é conhecido como síndrome colinérgica. Outros efeitos potenciais incluem queda da pressão arterial, sudorese e morte por insuficiência respiratória.

## Links externos
- Inosperma maculatum em Index Fungorum
- Imagens em Mushroom Observer